# Segreti e misteri
Segreti e misteri (The Year's Best Fantasy Stories: 3, letteralmente "Le migliori storie fantasy dell'anno: 3") è un'antologia di racconti fantasy curata dallo scrittore statunitense Lin Carter e pubblicata da DAW Books nel novembre 1977 come n. 267 della collana DAW Collectors. È stata tradotta in italiano per la prima e unica volta da Arnoldo Mondadori Editore all'interno del volume doppio Fantasy Estate 1994. La legione degli eroi, il supplemento semestrale n. 5 al periodico Urania Fantasy, pubblicato nel maggio 1994.

## Panoramica
Quest'antologia è il terzo volume di una collana annuale curata da Lin Carter per DAW Books fra 1975 e 1980 e, similmente agli altri volumi della serie, propone undici racconti fantasy reputati da Carter di qualità particolarmente alta; sette testi erano già stati pubblicati su rivista nel biennio 1975-1976, i rimanenti quattro sono inediti appositamente opzionati da DAW Books a cavallo fra 1976 e 1977. Nei fatti, la selezione privilegia fortemente opere di autori già affermati e/o dal gusto affine a quello di Carter, a scapito di voci esordienti o afferenti ad altre scuole stilistiche, e include surrettiziamente sia uno scritto dello stesso Carter, sia un racconto incompiuto di Clark Ashton Smith completato postumo da Carter. Accompagnano i racconti due paratesti composti sempre da Carter: un'introduzione generale intitolata «The Year's in Fantasy», che fa il punto sullo stato della letteratura fantasy nell'anno 1977, e un'appendice di brevi recensioni di romanzi fantasy e saggi accademici sull'argomento, intitolata «The Year's Best Fantasy Books».
La traduzione italiana presenta direttamente l'antologia come una raccolta tematica sul sottogenere del fantasy eroico, e non come un volume generalista (si noti a tal proposito l'adattamento del titolo), e taglia sia l'introduzione generale sia l'appendice di recensioni. Inoltre, viene espunto il racconto di Karl Edward Wagner con protagonista Kane lo spadaccino mistico (quinto su undici nella scansione originale), perché già pubblicato in italiano dalla stessa Mondadori entro la raccolta tematica I venti della notte, apparsa sempre in un supplemento semestrale di Urania Fantasy.

## Contenuti
I primi quattro testi sono tradotti in italiano da Marzia Jori, i successivi sei da Massimo Patti; per completezza si include nell'elenco anche l'undicesimo racconto espunto dall'edizione italiana, marcandolo con la lettera T. Per i racconti afferenti a una saga più vasta, si indica in nota il ciclo di appartenenza.
- "L'unicorno di Eudoric" ("Eudoric's Unicorn") di L. Sprague de Camp; inedito[2].
- "L'ombra del demone" ("Shadow of a Demon") di Gardner F. Fox; in The Dragon Magazine agosto 1976[3].
- "Anello di pietra nera" ("Ring of Back Stone") di Pat McIntosh; in Anduril 6, agosto 1976[4].
- "Un canto solitario per Laren Dorr" ("The Lonely Song of Laren Dorr") di George R. R. Martin; in Fantastic maggio 1976.
- "Due soli calanti" ("Two Suns Setting") di Karl Edward Wagner; in Fantastic maggio 1975 T[5].
- "Chiaro di luna nero" ("Black Moonlight") di Lin Carter; in Fantastic novembre 1976[6].
- "Il Re Nero" ("The Dark King") di C. J. Cherryh; inedito.
- "Le scale nella cripta" ("The Stairs in the Crypt") di Clark Ashton Smith e Lin Carter; in Fantastic agosto 1976.
- "Lo spirito della spada" ("The Goblin Blade") di Raul Garcia Capella; inedito.
- "Il muso nell'alcova" ("The Snout in the Alcove") di Gary Myers; inedito.
- "Il pozzo della luna" ("Bwala Li Mwesu (The Moon Pool)") di Charles R. Saunders; in Dark Fantasy maggio 1976[7].